# Slovenski potni list
Slovenski potni list se izda državljanom Slovenije za olajšanje potovanj v tujino. Vsak slovenski državljan je tudi državljan Evropske unije. Potni list skupaj z osebno izkaznico po 21. členu Pogodbe o Evropski Uniji omogoča svobodno pravico do gibanja in prebivanja v kateri koli državi Evropske unije, Evropskega gospodarskega prostora in Švici.
Slovenska osebna izkaznica velja tudi za potovanja v nekdanje zvezne republike Jugoslavije: Hrvaško, Bosno in Hercegovino, Makedonijo, Črno goro in Srbijo.

## Fizični videz
Slovenski potni listi so bordo rdeče barve kot drugi evropski potni listi, na sredini sprednje platnice pa je vtisnjen slovenski grb. Nad grbom sta vtisnjeni evropska unija in republika slovenija, spodaj pa je vtisnjeno potni list. Potni listi, izdani na uradnih dvojezičnih območjih Slovenije, imajo pod slovenskim besedilom tudi italijansko ali madžarsko besedilo. To so unione europea ,repubblica di slovenia in passaporto v italijanščini in európai unió, szlovén köztársaság in útlevél v madžarščini. Slovenski potni listi imajo na dnu standardni biometrični znak in uporabljajo standardno obliko EU.

## Vizumske zahteve
Februarja 2025 so imeli imetniki slovenskega potnega lista dostop brez vizuma ali z vizumom ob prihodu v 185 držav in ozemelj, kar je slovenski potni list uvrstilo na skupno 11. mesto po svobodi potovanja (izenačen z madžarskim, latvijskim, litovskim in slovaškim potnim listom) in najvišje mesto med državami nekdanje Jugoslavije po indeksu Henley Passport.